# 요험 아위트데하허
요험 시몬 아위트데하허(네덜란드어: Jochem Simon Uytdehaage, 1976년 7월 9일~)는 네덜란드의 전직 스피드스케이팅 선수이다. 2002년 동계 올림픽 5000m와 10000m 종목에서 세계 신기록을 세우며 금메달을 획득했으며 1500m 종목에서 은메달을 획득했다.

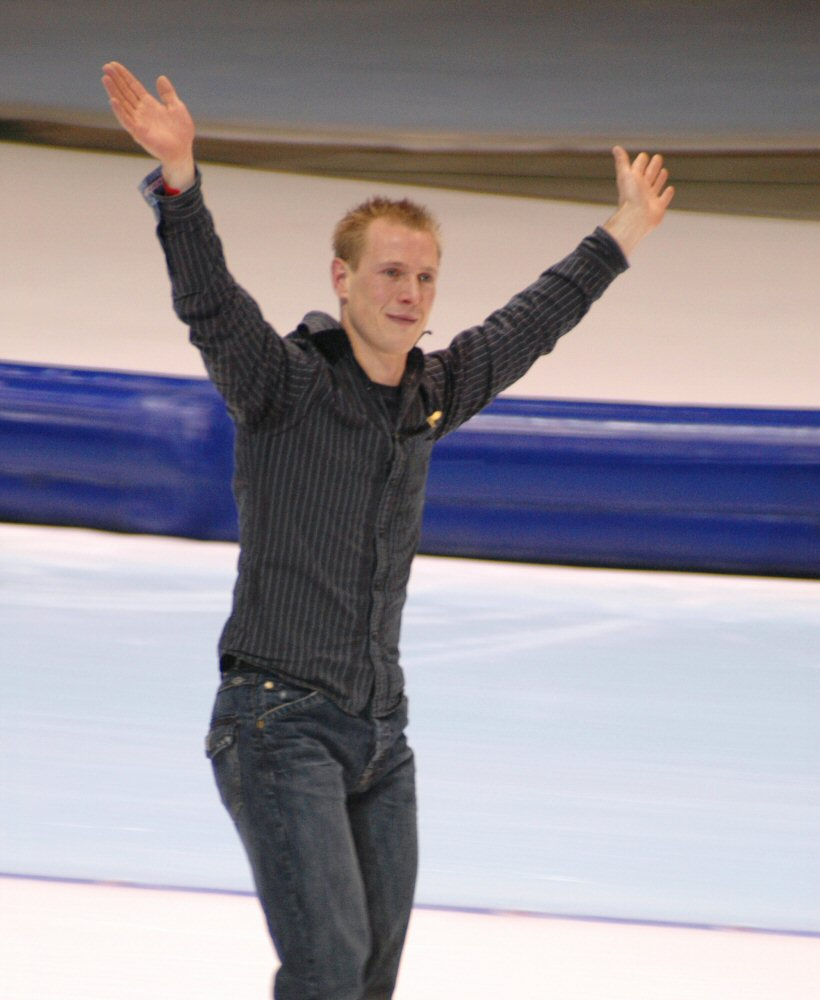
2007년 세계 올라운드 선수권 대회 당시의 아위트데하허